# 하늘은 알고 있다
《하늘은 알고 있다》는 1983년 8월 15일부터 8월 16일까지 KBS 1TV에서 방영된 2부작 8.15 특집드라마이다. 1부는 1983년 8월 15일에 방영되었고 2부는 1983년 8월 16일에 방영되었다.
1부 《신민현의 사람들》 편은 8.15 광복 이전인 1945년 7월에 만주 봉천(奉天)과 신민쟈(新民街)에 거주하던 한인 동포들의 모습을 소재로 하고 있으며 2부 《떠나는 소리 부르는 소리》 편은 일본 제국의 제2차 세계 대전 패배 이후에 만주에 상륙한 소련 군대의 위협에 대응하기 위한 한인 동포들의 활동을 소재로 하고 있다.

## 제작진
- 연출: 이유황
- 극본: 곽인행

## 출연진
- 주현
- 김진해
- 백윤식
- 임혁
- 최명수
- 최길호
- 이종만
- 박경득
- 문오장
- 김봉근
- 오중훈
- 김윤형
- 백수련
- 사미자
- 이경표
- 강민호
- 박규식
- 황범식
- 이종우
- 윤덕용
- 유병한
- 서상익
- 김동완
- 문창길
- 최동균
- 최우백
- 권미혜
- 원준
- 홍영자
- 김은선
- 권재희
- 강수연
- 조용원
- 손창민
- 권오현
- 황준욱
- 이영수
- 최경수
- 김주호
- 윤정호
- 김혜경
- 안대선